# Unsinnige Mühle
Unsinnige Mühle (auch Ölmühle genannt) ist ein Gemeindeteil der Großen Kreisstadt Dinkelsbühl im Landkreis Ansbach (Mittelfranken, Bayern). Unsinnige Mühle liegt in der Gemarkung Dinkelsbühl.

## Geografie
Die Einöde liegt am Lohwassergraben, der unmittelbar östlich den Ölweiher speist und 200 Meter weiter westlich als linker Zufluss in die Wörnitz mündet. Ein Anliegerweg führt zur Staatsstraße 2218, die 50 Meter weiter östlich zur Bundesstraße 25 bzw. westlich nach Seidelsdorf führt.

## Geschichte
Die Fraisch über die Unsinnige Mühle war strittig zwischen dem ansbachischen Oberamt Feuchtwangen, dem oettingen-spielbergischen Oberamt Dürrwangen und der Reichsstadt Dinkelsbühl. Das Anwesen hatte die Reichsstadt Dinkelsbühl als Grundherrn. An diesen Verhältnissen änderte sich bis zum Ende des Alten Reiches nichts. Von 1797 bis 1808 unterstand der Ort dem Justiz- und Kammeramt Feuchtwangen.
Infolge des Gemeindeedikts wurde Unsinnige Mühle dem 1809 gebildeten Steuerdistrikt und der im selben Jahr gebildeten Munizipalgemeinde Dinkelsbühl zugeordnet.
Als der Ölmüller Lorenz Mack in Konkurs ging, machte die Gerichtsbarkeit zwei Anläufe, das Anwesen zu versteigern (1814 und 1828). Damals befanden sich ein einstöckiges Wohnhaus, eine Scheune und die Mühle auf dem Grundstück.

## Einwohnerentwicklung
| Jahr      | 001818 | 001840 | 001871 | 001885 | 001900 | 001925 | 001950 | 001961 | 001970 | 001987 |
| Einwohner | 4      | 6      | 7      | 6      | 0      | 3      | 6      | 4      | 2      | 5      |
| Häuser    | 1      | 1      |        | 1      | 1      | 1      | 1      | 1      |        | 1      |
| Quelle    | [ 14 ] | [ 15 ] | [ 16 ] | [ 17 ] | [ 18 ] | [ 19 ] | [ 20 ] | [ 21 ] | [ 22 ] | [ 1 ]  |

## Religion
Der Ort ist seit der Reformation evangelisch-lutherisch geprägt und war ursprünglich nach St. Wendelin (Lehengütingen) gepfarrt, seit der ersten Hälfte des 19. Jahrhunderts ist die Pfarrei St. Paul (Dinkelsbühl) zuständig. Die Katholiken sind nach St. Georg (Dinkelsbühl) gepfarrt.